# 伊達駅
伊達駅（だてえき）は、福島県伊達市細谷にある、東日本旅客鉄道（JR東日本）東北本線の駅である。

## 歴史
開業当時は伊達郡長岡村にあることから長岡駅と称したが、信越本線長岡駅との駅名の重複を避けるため、1914年（大正3年）12月に、郡名から駅名をとって伊達駅と改称した。長岡村はその後、町制施行や町村合併で伊達郡伊達町、伊達市となって現在に至っている。

### 年表
- 1895年（明治28年）4月1日：日本鉄道の長岡駅（ながおかえき）として開業[1][4]。
- 1906年（明治39年）11月1日：日本鉄道が国有化[4]、官営鉄道の駅となる。
- 1909年（明治42年）10月12日：線路名称が制定され、東北本線の所属となる。
- 1914年（大正3年）12月1日：伊達駅に改称[1][4]。
- 1939年（昭和14年）6月：現在の駅舎が完成する[1]。
- 1985年（昭和60年）3月14日：荷物の取り扱いを廃止[4]。
- 1987年（昭和62年）4月1日：国鉄分割民営化により、JR東日本・日本貨物鉄道（JR貨物）の駅となる[4]。
- 1997年（平成9年）3月22日：貨物列車の設定がなくなる[4]。
- 2002年（平成14年）：木造武家造の駅舎を有することを理由として、東北の駅百選に選定。
- 2007年（平成19年）4月1日：JR貨物の駅が廃止され、貨物の取り扱いが終了。
- 2009年（平成21年）3月14日：ICカード「Suica」の利用が可能となる[5]。
- 2020年（令和2年）2月1日：駅前広場をリニューアル[6]。
- 2024年（令和6年）10月1日：えきねっとQチケのサービスを開始[2][7]。

1971年（昭和46年）までは、駅前より福島交通飯坂東線という路面電車が発着していた。

## 駅構造
相対式ホーム2面2線と木造駅舎を持つ地上駅である。1番線ホーム南側に切り欠き部分があるが、現在は使用されていない。互いのホームは跨線橋で連絡している。1番線ホームに接して駅舎がある。
福島統括センター（福島駅）が管理し、JR東日本東北総合サービスが受託する業務委託駅である。構内にはSuica対応自動券売機、簡易Suica改札機、駅なかプラザなどがある。かつて設置されていた出札窓口は待合室内に後から設置されたもので、当初の出札窓口や駅事務室部分は、「駅なかプラザ」という物産店となっている。駅事務室時代の名残は、ホームに面した窓が信号操作盤の部分だけ張り出した形となっている。

### のりば
| 番線 | 路線      | 方向 | 行先     |
| ---- | --------- | ---- | -------- |
| 1    | ■東北本線 | 上り | 福島方面 |
| 2    | ■東北本線 | 下り | 仙台方面 |

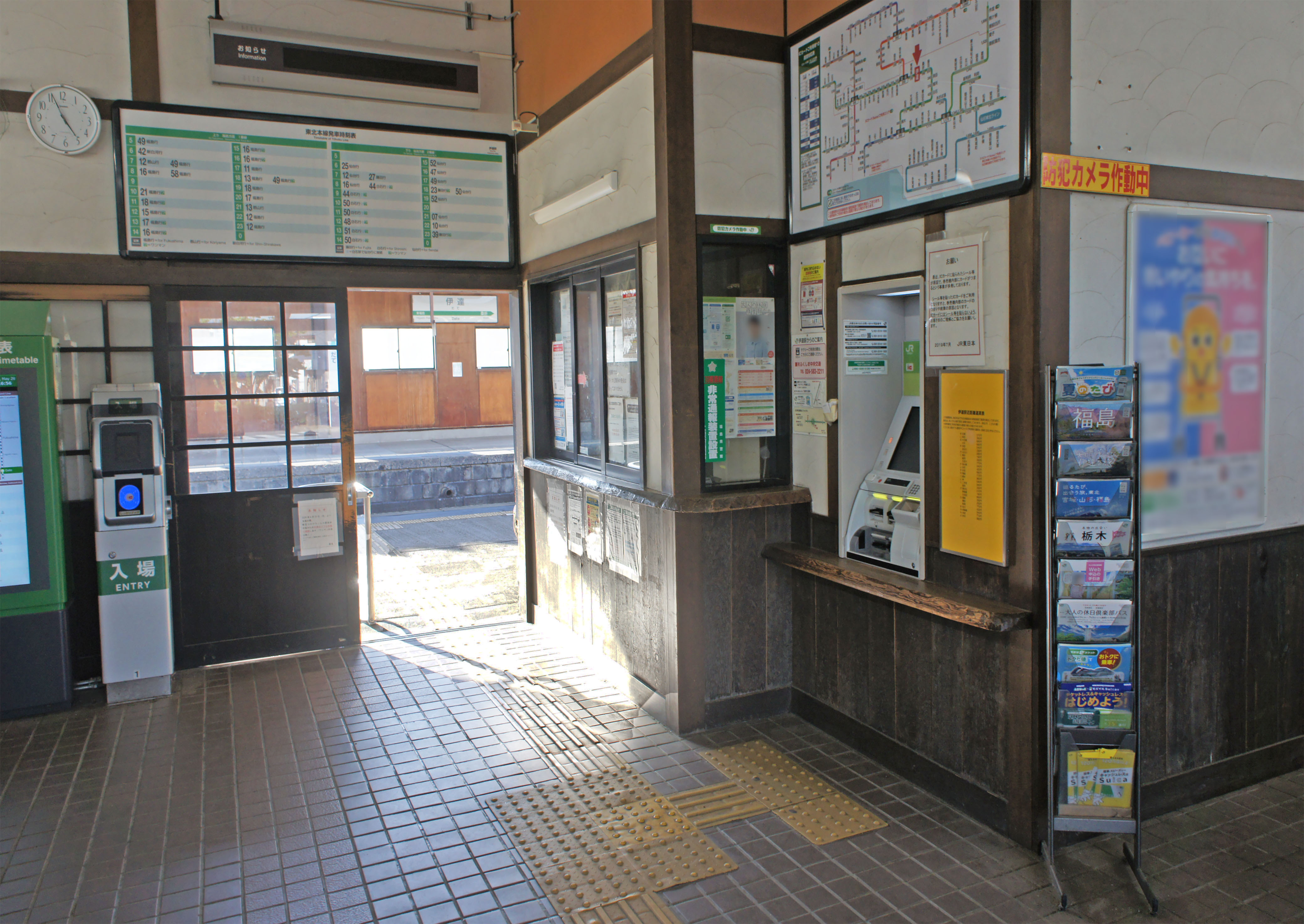
改札口（2022年5月）
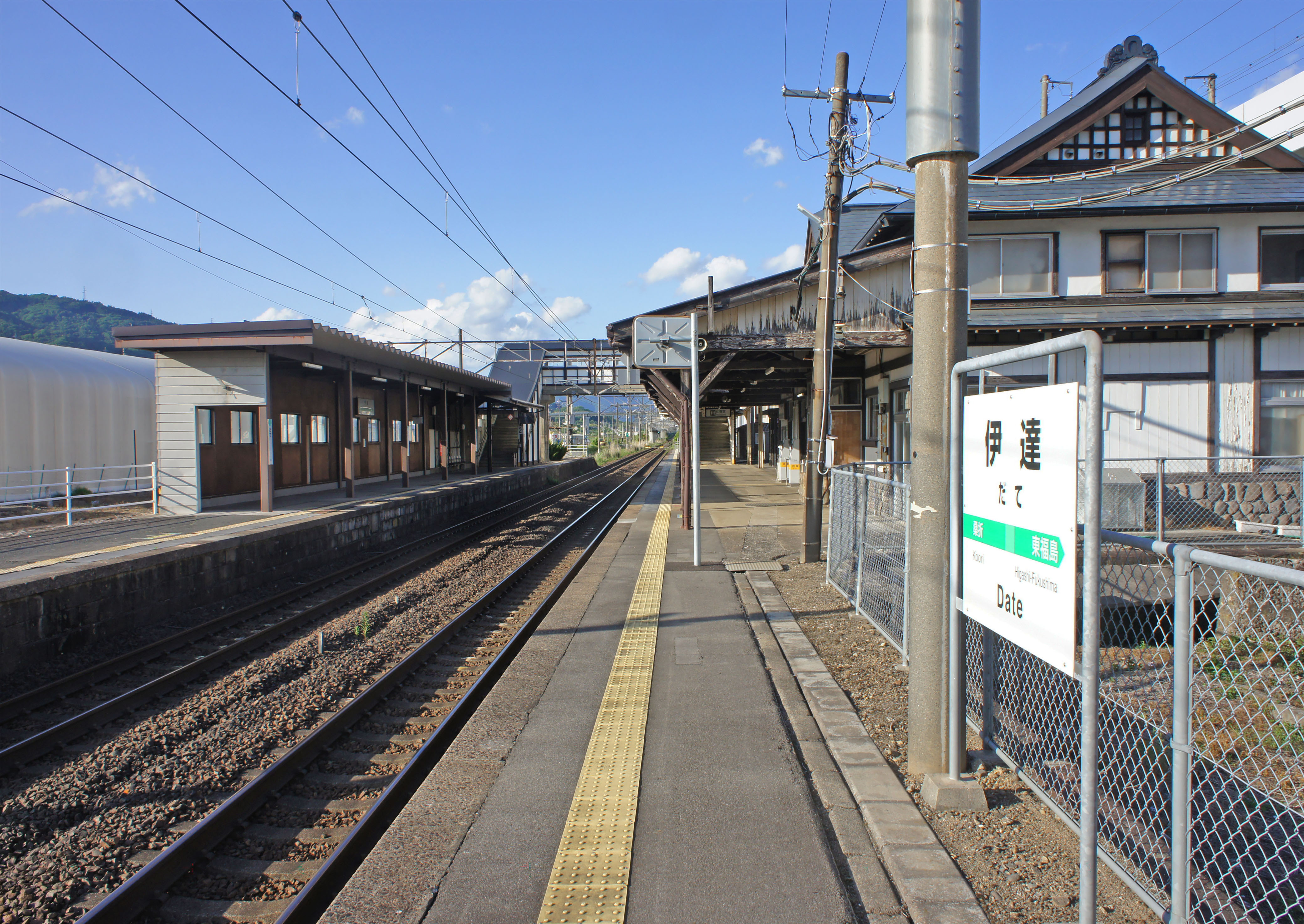
ホーム（2022年5月）

## 利用状況
JR東日本によると、2023年度（令和5年度）の1日平均乗車人員は902人である。
2000年度（平成12年度）以降の推移は以下のとおりである。
| 1日平均乗車人員推移 | 1日平均乗車人員推移 | 1日平均乗車人員推移 | 1日平均乗車人員推移 | 1日平均乗車人員推移 |
| 年度                | 定期外              | 定期                | 合計                | 出典                |
| ------------------- | ------------------- | ------------------- | ------------------- | ------------------- |
| 2000年（平成12年）  |                     |                     | 1,097               | [ 利用客数 2 ]      |
| 2001年（平成13年）  |                     |                     | 1,101               | [ 利用客数 3 ]      |
| 2002年（平成14年）  |                     |                     | 1,076               | [ 利用客数 4 ]      |
| 2003年（平成15年）  |                     |                     | 1,075               | [ 利用客数 5 ]      |
| 2004年（平成16年）  |                     |                     | 1,062               | [ 利用客数 6 ]      |
| 2005年（平成17年）  |                     |                     | 1,074               | [ 利用客数 7 ]      |
| 2006年（平成18年）  |                     |                     | 1,082               | [ 利用客数 8 ]      |
| 2007年（平成19年）  |                     |                     | 1,050               | [ 利用客数 9 ]      |
| 2008年（平成20年）  |                     |                     | 1,060               | [ 利用客数 10 ]     |
| 2009年（平成21年）  |                     |                     | 992                 | [ 利用客数 11 ]     |
| 2010年（平成22年）  |                     |                     | 907                 | [ 利用客数 12 ]     |
| 2011年（平成23年）  |                     |                     | 890                 | [ 利用客数 13 ]     |
| 2012年（平成24年）  | 252                 | 703                 | 956                 | [ 利用客数 14 ]     |
| 2013年（平成25年）  | 258                 | 721                 | 979                 | [ 利用客数 15 ]     |
| 2014年（平成26年）  | 255                 | 653                 | 909                 | [ 利用客数 16 ]     |
| 2015年（平成27年）  | 254                 | 653                 | 908                 | [ 利用客数 17 ]     |
| 2016年（平成28年）  | 249                 | 692                 | 941                 | [ 利用客数 18 ]     |
| 2017年（平成29年）  | 248                 | 728                 | 976                 | [ 利用客数 19 ]     |
| 2018年（平成30年）  | 249                 | 733                 | 983                 | [ 利用客数 20 ]     |
| 2019年（令和元年）  | 240                 | 747                 | 988                 | [ 利用客数 21 ]     |
| 2020年（令和02年）  | 143                 | 645                 | 788                 | [ 利用客数 22 ]     |
| 2021年（令和03年）  | 150                 | 644                 | 795                 | [ 利用客数 23 ]     |
| 2022年（令和04年）  | 178                 | 675                 | 854                 | [ 利用客数 24 ]     |
| 2023年（令和05年）  | 192                 | 709                 | 902                 | [ 利用客数 1 ]      |

## 駅周辺
- 駅前公園
- 伊達製鋼
- 太平洋セメント伊達倉庫
- 聖光学院高等学校
- 伊達市立伊達小学校
- 福島県道353号国見福島線
- 国道399号
- 福島交通「伊達駅入口」停留所

## 隣の駅
東日本旅客鉄道（JR東日本）
■東北本線
東福島駅 - 伊達駅 - 桑折駅

### 記事本文
1. 1 2 3 4 5 6  「駅すてーしょん 伊達（東北線）」『交通新聞』交通新聞社、1997年2月3日、2面。
2. 1 2 3 4  “駅の情報（伊達駅）：JR東日本”.   東日本旅客鉄道. 2024年8月25日時点のオリジナルよりアーカイブ。2024年11月11日閲覧。
3. 1 2 3  『週刊 JR全駅・全車両基地』 13号 仙台駅・船岡駅・松島海岸駅ほか70駅、朝日新聞出版〈週刊朝日百科〉、2012年11月4日、23頁。
4. 1 2 3 4 5 6  石野哲 編『停車場変遷大事典 国鉄・JR編 II』（初版）JTB、1998年10月1日、402頁。ISBN 978-4-533-02980-6。
5. ↑  『Suicaをご利用いただけるエリアが広がります。』（PDF）（プレスリリース）東日本旅客鉄道、2008年12月22日。オリジナルの2020年5月24日時点におけるアーカイブ。2020年5月25日閲覧。
6. ↑  “駅前広場整備事業”.   伊達市 (2020年2月1日). 2022年6月11日時点のオリジナルよりアーカイブ。2022年6月11日閲覧。
7. ↑  『Suicaエリア外もチケットレスで! 東北エリアから「えきねっとQチケ」がはじまります』（PDF）（プレスリリース）東日本旅客鉄道、2024年7月11日。オリジナルの2024年7月11日時点におけるアーカイブ。2024年8月1日閲覧。
8. 1 2  “JR東日本：駅構内図・バリアフリー情報（伊達駅）”.   東日本旅客鉄道. 2024年11月11日閲覧。

### 利用状況
1. 1 2  “各駅の乗車人員（2023年度）”.   東日本旅客鉄道. 2024年7月22日閲覧。
2. ↑  “各駅の乗車人員（2000年度）”.   東日本旅客鉄道. 2019年2月12日閲覧。
3. ↑  “各駅の乗車人員（2001年度）”.   東日本旅客鉄道. 2019年2月12日閲覧。
4. ↑  “各駅の乗車人員（2002年度）”.   東日本旅客鉄道. 2019年2月12日閲覧。
5. ↑  “各駅の乗車人員（2003年度）”.   東日本旅客鉄道. 2019年2月12日閲覧。
6. ↑  “各駅の乗車人員（2004年度）”.   東日本旅客鉄道. 2019年2月12日閲覧。
7. ↑  “各駅の乗車人員（2005年度）”.   東日本旅客鉄道. 2019年2月12日閲覧。
8. ↑  “各駅の乗車人員（2006年度）”.   東日本旅客鉄道. 2019年2月12日閲覧。
9. ↑  “各駅の乗車人員（2007年度）”.   東日本旅客鉄道. 2019年2月12日閲覧。
10. ↑  “各駅の乗車人員（2008年度）”.   東日本旅客鉄道. 2019年2月12日閲覧。
11. ↑  “各駅の乗車人員（2009年度）”.   東日本旅客鉄道. 2019年2月12日閲覧。
12. ↑  “各駅の乗車人員（2010年度）”.   東日本旅客鉄道. 2019年2月12日閲覧。
13. ↑  “各駅の乗車人員（2011年度）”.   東日本旅客鉄道. 2019年2月12日閲覧。
14. ↑  “各駅の乗車人員（2012年度）”.   東日本旅客鉄道. 2019年2月12日閲覧。
15. ↑  “各駅の乗車人員（2013年度）”.   東日本旅客鉄道. 2019年2月12日閲覧。
16. ↑  “各駅の乗車人員（2014年度）”.   東日本旅客鉄道. 2019年2月12日閲覧。
17. ↑  “各駅の乗車人員（2015年度）”.   東日本旅客鉄道. 2019年2月12日閲覧。
18. ↑  “各駅の乗車人員（2016年度）”.   東日本旅客鉄道. 2019年2月12日閲覧。
19. ↑  “各駅の乗車人員（2017年度）”.   東日本旅客鉄道. 2018年7月6日閲覧。
20. ↑  “各駅の乗車人員（2018年度）”.   東日本旅客鉄道. 2019年7月11日閲覧。
21. ↑  “各駅の乗車人員（2019年度）”.   東日本旅客鉄道. 2020年7月11日閲覧。
22. ↑  “各駅の乗車人員（2020年度）”.   東日本旅客鉄道. 2021年7月22日閲覧。
23. ↑  “各駅の乗車人員（2021年度）”.   東日本旅客鉄道. 2022年8月5日閲覧。
24. ↑  “各駅の乗車人員（2022年度）”.   東日本旅客鉄道. 2023年7月13日閲覧。